# 救援派
救援派（韓語：구원파）是根源於基督教的南韓新興宗教。救援派早在1992年就被南韓基督教長老會判定為「異端」。2014年，涉入世越號沉沒事故。

## 簡介
廣義上的救援派分為三派：
- 基督教福音浸禮會（기독교복음침례회）
- 生命之道傳教會（생명의말씀선교회，又名大韓耶穌教浸禮會）
- 喜訊宣教會（기쁜소식선교회）

其中最廣為人所知的是權信燦（권신찬）牧師創立的基督教福音浸禮會，他的直傳弟子是俞炳彥。
救援派認為，仅仅相信「神」是無法上天堂的，他們強調「醒悟」（깨달음）的重要性。
救援派將「懺悔」與「未來所犯下的罪孽」的觀念結合，認為只要獲得一次神的救贖，以後不管做什麼都可以上天堂，也不需要懺悔未來犯的罪孽。
救援派教主俞炳彥在南韓政治圈、娛樂圈掌握許多人脈（包含前總統全斗煥），JYP娛樂創辦人朴軫永即是被指控長年涉入俞炳彥的救援派的宗教活動。根據《Dispatch》的報導，朴軫永的現任妻子是俞炳彥的姪女，而俞炳彥事實上就是世越號所屬公司的社長。

## 經歷
1960年代，荷蘭改革教會 WEC 所屬的傳教士凱斯·格拉斯，和信仰之盾傳教會 （页面存档备份，存于）所屬的美國傳教士狄克·約克，在韓國慶尚北道大邱市進行傳教活動。他們的影響啟發了權信燦、俞炳彥和朴玉珠（박옥수）等人。
釜山廣域市出身的李耀漢（이요한，本名李福七），最初參與了基督教福音浸信會並擔任傳教士，但後來對教會資金的使用提出批評，進而與權信燦發生衝突。由於意見分歧，李福七決定成立名為生命之道傳教會的教派，並獨立於首爾中央教會。據稱生命之道傳教會已與基督教福音浸信會斷絕關係。此外，他們對於被世人稱為救援派明確持反對立場，與基督教福音浸信會一同抱持著反對態度。
同樣受到凱斯·格拉斯和狄克·約克的影響，來自慶尚北道善山郡的朴玉珠創立了「喜訊宣教會」。自1986年以來，每年都會在全國巡迴講道並舉辦「罪得赦免的奧秘」為主題的聖經研討會。他們運行與主要基督宗派相同的聖職制度。與生命之道傳教會和基督教福音浸禮會一樣，他們也持有反對救援派這一名詞的立場，但並未直接提及救援派這個詞。

## 教義
在救援派的觀點，「救贖」和「罪」 的定義與一般教會截然不同。
- 真正的救贖只能通過「醒悟」來實現。
- 那些沒有「醒悟」的基督徒並未被神救贖。
- 反覆懺悔被視為未獲得拯救的證據，並且無需懺悔。
- 獲得救贖的人不會再犯罪，因此無需懺悔。反悔的人被視為地獄之子，許多自認為是罪人的基督徒在死後將前往地獄。
- 天國是義人所去的地方，不是罪人所去的地方，因此應該承認「我是義人」。
- 律法已被完全廢除，因此即使偷竊、謀殺、姦淫等犯罪行為也不再構成。[6][7][8]

## 外部連結
- 警惕韩国异端“马可楼”（也称救援派、救员派、纵欲派等）  （页面存档备份，存于）